# Ahmad Ismat
Ahmad Ismat Abd al-Aziz (arab. أحمد عصمت عبد العزيز) – egipski zapaśnik walczący w stylu wolnym. Szósty na igrzyskach afrykańskich w 1999. Mistrz Afryki w 1998. Drugi na igrzyskach panarabskich w 1999 roku.